# 德米特里·萨布林
德米特里·瓦季莫维奇·萨布林（羅馬化：Dmitriy Vadimovich Sablin；1968年9月5日—）是一位出生于乌克兰的俄罗斯政治家，自2016年起担任国家杜马议员，此前他曾于2003年至2013年担任该职务。萨布林于2013年至2016年担任莫斯科州联邦委员会议员。
在杜马之外，他是战斗兄弟会（Boyevoye bratstvo）退伍军人组织的第一副主席。